# Диде Люббен

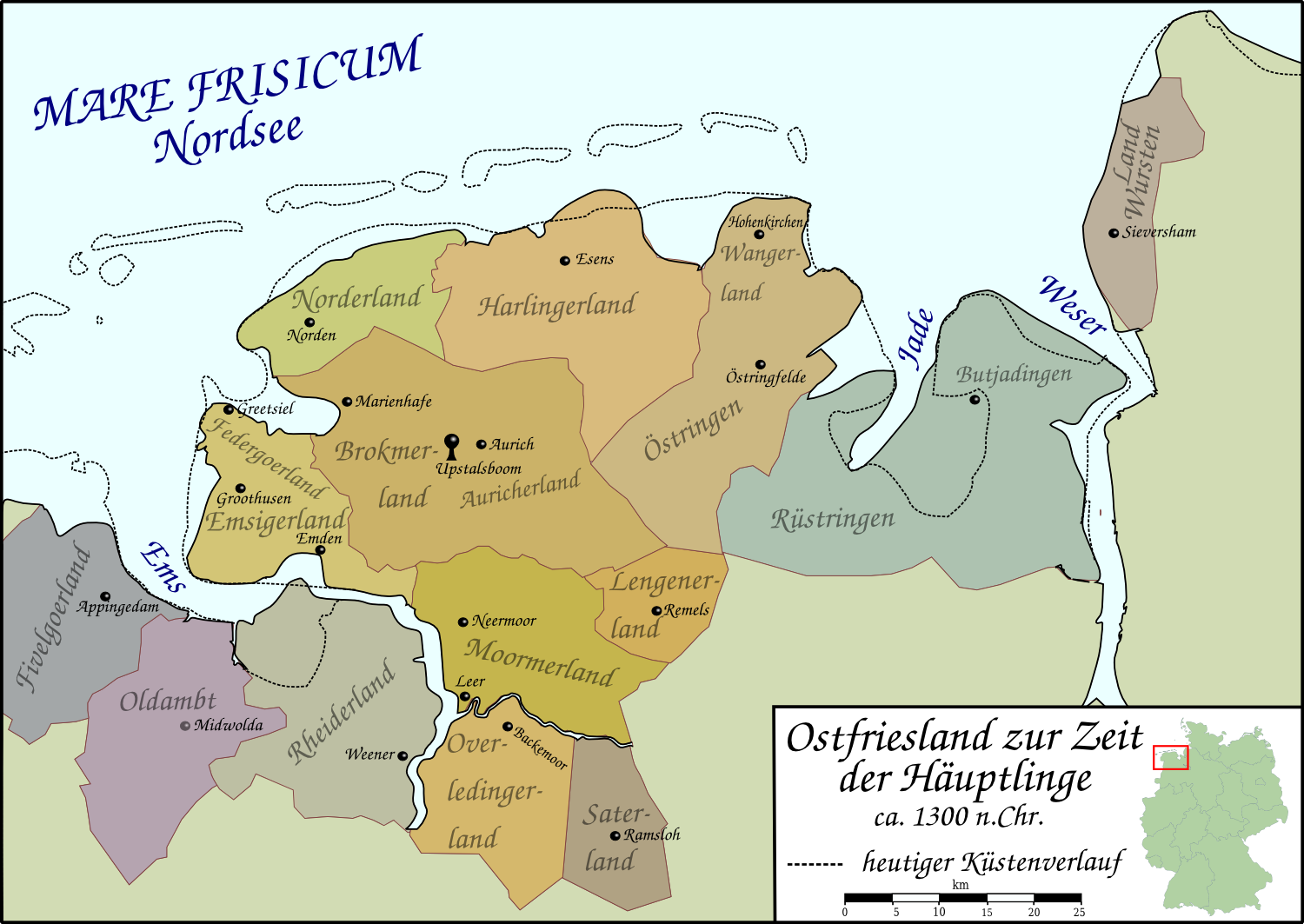
Восточная Фризия в период правления хофтлингов

Диде Люббен (нем. Dide Lubben; до 1384 — после 1410) — восточнофризский хофтлинг (вождь) Штадланда.

## Биография

### Хофтлинг в Штадланде
Диде был сыном Люббе Оннекена, правившего в приходе Роденкирхен, и его жены Сустер, вероятно, родом из Бутъядингена. Он появился на политической арене вместе со своим отцом в 1384 году, когда он присоединился к союзу города Бремена, графа Конрада II Ольденбургского, хофтлинга Эдо Вимкена-старшего и других против Хуссеко Хайена, который был у власти в Эзенсхамме. К тому времени их семья уже обладала значительными владениями и большим местным авторитетом. После победы над Хуссеко город Бремен позволил Диде, который к тому времени должен был быть совершеннолетним, и его отцу в июле 1384 года назначить себя вождями Роденкирхена.

### Союзник Бремена
В мае 1400 года, как и многие другие хофтлинги Восточной Фризии, Диде как «Дидо Люббензон, хофтлинг Роденкеркена» поклялся в Эмдене Ганзейскому союзу не поддерживать виталийских братьев или других пиратов. К тому времени Люббе Оннекен, вероятно, уже умер. В 1400/1401 годах Диде снова поддержал Бремен, который при поддержке графа Ольденбургского и части бременской знати предпринял поход с 6000 человек в Бутъядинген, чтобы остановить нападения на бременские и другие купеческие корабли, которые регулярно совершались оттуда. Во время этого предприятия бременцы построили корабельный мост, состоящий из 20 смежных корпусов, через Хете, рукав Везера, который образовывал границу между Штадландом и Бутъядингеном. Кампания завершилась победой бременцев и их союзников, в результате чего бутъядингенские вожди были вынуждены поклясться в будущем защищать купцов в своих краях и выплачивать компенсацию за любые набеги, совершаемые с их территории. В августе 1404 года Диде согласился с планами города Бремена построить замок на реке Хете для дальнейшей защиты судоходства в нижнем течении Везера. В изданном по этому поводу документе он называет себя «hovetlingh in deme Stade» — самопровозглашение, свидетельствующее о его главенстве в Штадланде, которое усиливалось с 1400 года и было тесно связано с Бременом политически. В итоге в 1407 году Фридебург был построен и в нём был размещён гарнизон. Бремен считал Диде своим наместником, через которого он «управлял» страной и осуществлял государственную власть.
Однако строительство замка вызвало на политическую сцену графов Ольденбургских, которые хотели сломить власть Бремена на нижнем Везере. Вместе с Эдо Вимкеном и бутъядингенскими фермерами граф Ольденбургский Кристиан VI в 1408 году в Штадланде напал на союзника Бремена Диде и оттеснил его к Гольцвардену. Бремен пришёл ему на помощь с союзными графами Отто IV фон Дельменхорстом и Отто фон Хойя. Кристиан VI был схвачен и заключен в тюрьму во Фридебурге.

### Противник Бремена
В результате Диде всё больше стремился к независимому династическому правлению городом и, соответственно, вступал в конфликт с Бременом. С точки зрения Бремена, он поклялся своим детям, что хочет сделать Фридебург наследственным владением. Не позднее 1412 года Бременский совет подготовился к изгнанию Диде из Штадланда. Бремен вместе с графом Отто III фон Хойя даже заручились поддержкой бывших противников, графов Ольденбургских и Эдо Вимкена, в качестве союзников, что показывает, насколько высоко оценивалась сила сопротивления хофтлинга Штадланда. Открытое столкновение весной 1414 года было сосредоточено на двухнедельной успешной осаде укреплённых церквей Гольцвардена и Эзенсхамма. Город Бремен взял завоёванную территорию Штадланда под свой непосредственный суверенитет. Диде и его сыновьям Герольду и Оннеке пришлось покинуть область. Куда делся изгнанный хофтлинг, неясно. Вероятно, он был уже мёртв, когда его сыновья Герольд и Дуде, которым было разрешено остаться в Штадланде, в 1418 году тщетно пытались захватить Фридебург врасплох. Они были казнены в Бремене в 1419 году.

## Потомки
Дочь Диде Ивезе вышла замуж за Хайо Харльду, хофтлинга Евера. Сын от этого брака, Танно Дурен, также был вождем Евера.
Родственные друг другу династии Тантцен и Люббен, которые живы и сегодня, восходят к Диде Люббену по мужской линии. Геральдический лев на щите, перешедший от Люббе Оннекена, отца Диде, используется родственными династиями Люббен и Тантцен в качестве герба.